# LKL Aukštaitis (F12)
LKL Aukštaitis (F12) («Аукшта́йтис») — фрегат ВМС Литвы. По характеристикам соответствовал корвету. Бывший советский малый противолодочный корабль МПК-108 (до 28.04.1992) проекта 1124 (шифр «Альбатрос», кодовое обозначение НАТО — Grisha-class corvette).

## Строительство
Корабль заложен (заводской № 722) 14 мая 1979 года на Зеленодольском заводе имени А. М. Горького, зачислен в списки кораблей ВМФ 18 сентября 1980, спущен на воду 6 февраля 1981 года. Весной 1981 года по внутренним водным путям переведён в Ленинград для прохождения сдаточных испытаний. Вступил в строй 25 сентября 1981 года.
После достройки и испытаний МПК-108 вошёл в состав Балтийского флота 9 февраля 1982 года.

## Вооружение
- 57-мм артиллерийская установка АК-725
- 30-мм артиллерийская установка АК-630
- Пусковая установка зенитно-ракетного комплекса «Оса-МА»
- Две реактивные бомбомётные установки РБУ-6000 «Смерч-2»
- 2 спаренных 533-мм торпедных аппарата
- 12 глубинных бомб или 18 мин

### Радиотехническое вооружение
- Аппаратура госопознавания «Никель-КМ»
- Радиопеленгатор АРП-50Р
- РЛС обнаружения воздушных и надводных целей МР-302 «Рубка»
- Навигационная РЛС «Дон» (заменена на РЛС «Пал»)
- Артиллерийская радиолокационная станция МР-123 «Вымпел-А»
- ГАС МГ-322Т «Аргунь»
- ОГАС МГ-339Т «Шелонь»
- ГАС КМГ-12 «Кассандра»
- ГАС приёма сигналов гидроакустических буев МГС-407К
- ГАС звукоподводной связи МГ-26
- Станция обнаружения теплового кильватерного следа ПЛ МИ-110КМ
- Станция обнаружения радиационного кильватерного следа ПЛ МИ-110Р

### Энергетическая установка
- ДГТУ М-8М.1 газовая турбина ГТУ-8, мощность — 18 000 л.с.
- 2 дизеля М-507А, суммарная мощность — 20 000 л. с.
- 3 дизель-генератора: ДГ-500, ДГ-300, ДГ-200, суммарная мощность — 1000 кВт.
- Выдвижная движительно-рулевая колонка ВДРК-159 (активный руль) мощностью 50 квт обеспечивала ход до 2,5 узлов. Направление тяги 360 градусов без перехода через курсовой угол 0 градусов. Предназначена для расширения пределов гидрометеорологических условий использования ПОУ КТ-1А ОГАС МГ-339Т «Шелонь».

## Служба

### СССР
С февраля 1982 по июль 1992 года входил в состав Балтийского флота СССР. 26 июля 1992 года на корабле в торжественной обстановке был спущен Военно-Морской флаг СССР и поднят Андреевский флаг.
При разделе Балтийского флота СССР 29 октября 1992 года Литве были переданы без права продажи третьим странам два корабля проекта 1124 (2-й серии): МПК-44 («Комсомолец Латвии») и МПК-108. В 1993 году в составе ВМС Литвы корабли были переклассифицированы во фрегаты (лит. fregatas) и переименованы в «Жемайтис» и «Аукштайтис» соответственно. Передача советских кораблей была не безвозмездной — взамен на равноценную сумму литовцы построили жильё в Калининградской области для российских военнослужащих, выведенных из стран Балтии.
28 апреля 1993 исключён из состава ВМФ РФ, 1 июля 1993 года расформирован.
Бортовые номера в период службы в составе Балтийского флота: 224 (1988), 243 (1989), 221 (1990).

### Литва

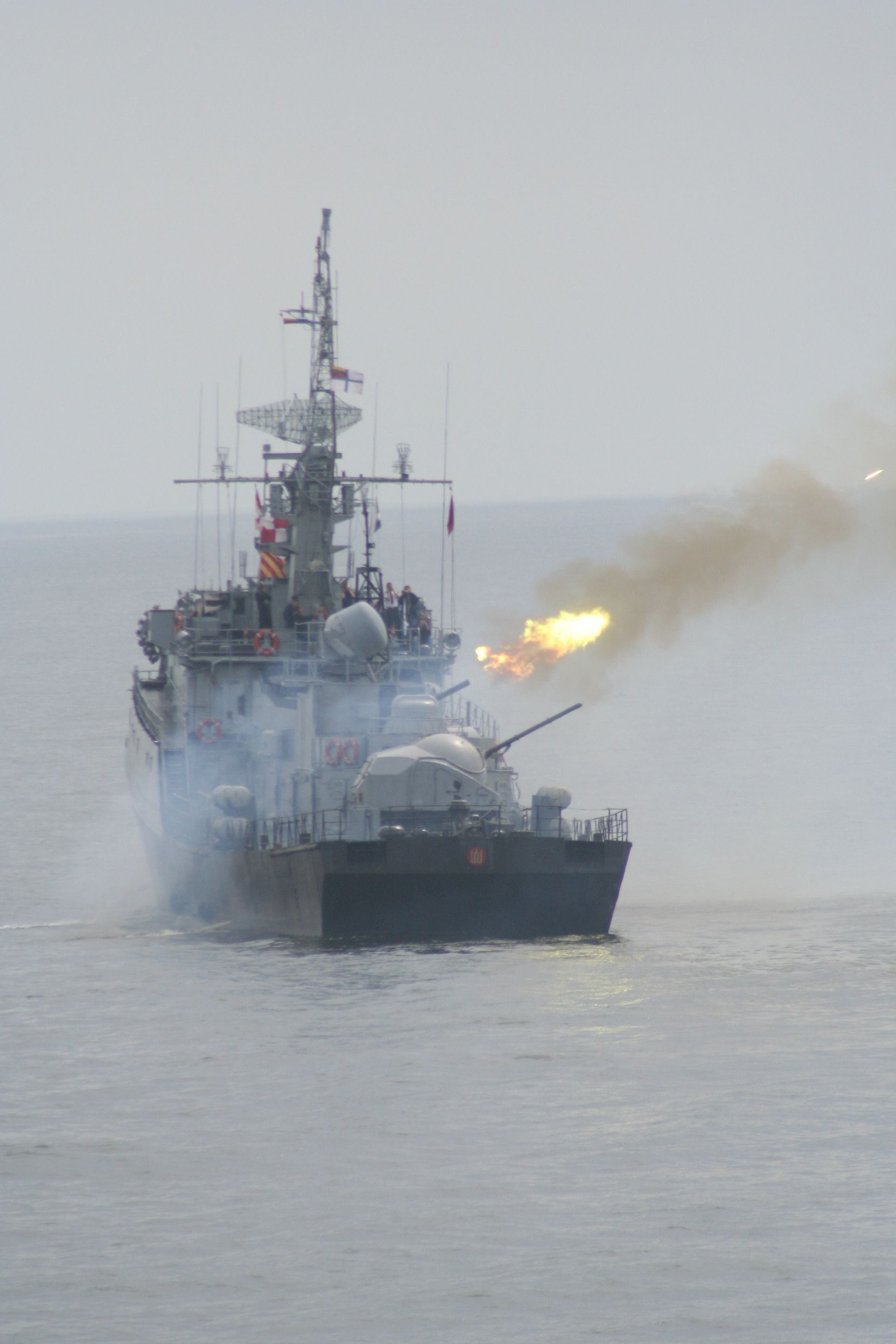
Стрельбы с «Аукштайтиса»

По данным литовских источников вошёл в состав ВМС Литвы 29 октября 1992 года.
По традиции литовских ВМС корабли и суда обычно называются в честь того или иного балтийского племени или этнографической группы современных литовцев. Так, вошедший в состав флота фрегат был назван в честь аукшта́йтов — этнографической группы восточных литовцев.
В 2005 году появилась информация о возможной передаче литовских фрегатов ВМС Грузии, которая не подтвердилась.